# Jean-Philippe Gatien
Jean-Philippe Gatien (født 16. oktober 1968 i Alès, Frankrig) er en tidligere fransk bordtennisspiller.
Han deltog ved fire olympiske lege gennem karrieren, fra 1988 til 2000. Den bedste præstation kom ved OL i 1992 i Barcelona, hvor han vandt en sølvmedalje i singlerækkerne, efter finalenederlag til svenske Jan-Ove Waldner. Ved 2000-legene i Sydney vandt han bronze i double sammen med Patrick Chila.
Han vandt desuden VM i bordtennis i 1993 og blev 13 gange fransk mester. Han var venstrehåndsspiller, og hans præstationer rangerer ham som den mest succesfulde franske bordtennisspiller i historien.

## OL-resultater
- 1992:  Sølv i singlerækkerne
- 2000:  Bronze i doublerækkerne (med Patrich Chila)